# Умершие в июле 2012 года
Это список известных людей, соответствующих установленным критериям значимости (см. Википедия:Критерии значимости персоналий), умерших в июле 2012 года.
Причина смерти указывается лишь в исключительных случаях (убийство, самоубийство, гибель в результате военных действий, смертная казнь, ДТП или несчастные случаи). В остальных случаях — не указывается.

## 1 июля
- Вернер, Марго (74) — австрийская балерина и певица[1].
- Грикис, Артур (17) — латвийский велосипедист BMX[2].
- Иган, Дэннис (85) — британский спортсмен, бронзовый призёр летних Олимпийских игр в Хельсинки (1952) по хоккею на траве[3].
- Каракатсанис, Тимиос (72) — греческий актёр[4].
- Кашапов, Рафик Сяндзябетдинович (55) — актёр петербургского театра «Рок-Опера», снимался в кино. Заслуженный артист России. [www.kino-teatr.ru/kino/acter/ros/14625/bio]
- Лир, Эвелин (86) — американская оперная певица[5].
- Пауэр Фриц (68) — австрийский джазовый пианист[6].
- Пойндекстер, Алан Гудвин (50) — американский астронавт; погиб, катаясь на водном мотоцикле[7].
- Пясковский, Игорь Болеславович (66) — украинский музыковед, профессор Киевской консерватории, доктор искусствоведения. [www.forumklassika.ru/showthread.php?t=87511]
- Ричардсон, Джек (78) — американский писатель, лауреат премий «Obie» и «Драма Деск»[8].
- Степанков, Константин Константинович (49) — актёр и режиссёр, сын актёров К. Степанкова и А. Роговцевой[9].
- Хибберт, Осси (62) — ямайский органист[10].

## 2 июля
- Брукс, Джон (88) — католический священник, президент Колледжа Святого Креста (1970—1994)[11].
- Бубнис, Юстинас (74) — литовский хирург, профессор, один из основоположников хирургии органов брюшной полости минимальной инвазии[12].
- Гудман, Джулиан (90) — Президент NBC (1966—1974)[13].
- Дэвидсон, Бен (72) — американский актёр[14].
- Касперович, Григорий Павлович (67) — командующий войсками Сибирского военного округа (1997—1998), генерал-полковник в отставке[15].
- Кояма, Цутому (75) — японский волейболист, бронзовый призёр летних Олимпийских игр в Токио (1964)[16].
- Кудимов, Сергей Борисович (47) — художественный руководитель пермского театра кукол «Туки-Луки», заслуженный артист России[17].
- Нуссбаум, Цви — выживший в Холокосте, известный как, возможно, мальчик со знаменитой фотографии Варшавского гетто из рапорта Штропа.
- Ос, Бен Ван (67) — нидерландский художник-постановщик, двукратный номинант на кинопремию «Оскар» за фильмы «Орландо» (1994) и «Девушка с жемчужной серёжкой» (2004)[18].
- Тевлин, Борис Григорьевич (80) — советский и российский хоровой дирижёр, профессор (1981), заведующий кафедрой хорового дирижирования МГК имени П. И. Чайковского (1993—2007). Народный артист РФ (1995); острая сердечная недостаточность[19].
- Шеви, Морис (88) — французский актёр[20].

## 3 июля
- Бикбов, Дамир Мансурович (66) — министр экономики Республики Татарстан (1996—1998)[21]
- Гриффит, Энди (86) — американский актёр и шоумен[22].
- Дермань, Жак (74) — Президент Социального и экономического совета Франции (1999—2010), почётный Председатель Международной ассоциации экономических и социальных советов и схожих институтов[23].
- Кривоглаз, Осип Борисович (94) — украинский архитектор, художник[24].
- Лим, Виктор Павлович — узбекский учёный-эколог, начальник отдела заповедников и национальных парков[25]
- Нгуен Хю Ко (87) — вьетнамский военный и политический деятель, заместитель премьер-министра и министр обороны Южного Вьетнама (1965—1967)[26].
- Нерсесян, Леонид Нерсесович (87) — армянский советский партийный и государственный деятель.
- Пининфарина, Серджио (85) — автомобильный дизайнер, пожизненный сенатор Италии[27].
- Рагозин, Лев Николаевич (83) — советский кинооператор. [www.kino-teatr.ru/kino/operator/sov/33100/bio/]
- Триэй, Джозеф (80) — гибралтарский политик, основатель и лидер партии «За автономию Гибралтара» (с 1977), рак пищевода[28]
- Холли Стивенс (30) — американская актриса, рак[29]

## 4 июля
- Белков, Юрий Петрович (80) — первый заместитель командующего войсками противовоздушной обороны Сухопутных войск МО СССР (1987—1991), генерал-лейтенант в отставке[30].
- Бивинс, Джимми (92) — американский боксёр[31].
- Лаптев, Владимир Викторович (88) — советский российский юрист, специалист в области хозяйственного и гражданского права, академик РАН[32].
- Оджебоде, Сэм (67) — нигерийский футболист, капитан сборной Нигерии по футболу[33].
- Сайкс, Эрик (89) — британский комедийный актёр, сценарист и режиссёр[34].
- Соломеин, Юрий Петрович (67) — актёр новосибирского театра «Глобус», заслуженный артист России[35].
- Фрадков, Абрам Борисович (96) — советский учёный в области физики низких температур и криогеники.
- Ходжабекян, Владимир Егишевич (83) — армянский учёный-экономист, академик Национальной академии наук Республики Армении, директор института экономики НАН РА (2000—2006)[36].

## 5 июля
- Горис, Роб (30) — бельгийский спортсмен, капитан Сборной Бельгии по хоккею с шайбой, велогонщик[37].
- Качталер, Ханс (79) — австрийский политик, губернатор Зальцбурга (1989—1996)[38].
- Комрей, Геррит (68) — нидерландский писатель, журналист, литературный критик, переводчик; рак[39].
- Курзанова, Нина (54) — секретарь ЦК ВЛКСМ последнего созыва, «последняя старшая пионервожатая» Советского Союза[40].
- Мальцев, Владимир Павлович (73) — советский украинский киноактер[41].
- Налоев, Заурбий Магометович (83) — российский учёный-филолог, народный писатель Кабардино-Балкарской республики[42].
- ван Хемерт, Рууд (73) — нидерландский кинорежиссёр[43].
- Якименко, Тимофей Тихонович (83) — заслуженный тренер РСФСР по легкой атлетике[44].

## 6 июля
- Бакуров, Юрий Михайлович (61) — главный режиссёр телекомпании ТВ-ИН (Магнитогорск, Челябинская область)[45].
- Гагарин, Владимир Григорьевич (57) — заместитель командующего РВСН (2006—2010) генерал-лейтенант запаса[46].
- Ганао-Теке, Шарль Давид (85) — премьер-министр Республики Конго (1996—1997)[47].
- Норри, Билл (83) — канадский политик, мэр Виннипега (1979—1992)[48].
- Ушаков, Владимир Петрович (79) — первый секретарь Курганского горкома КПСС (1975—1985)[49].[50],
- аль-Хасан, Хани (74) — палестинский политик, член Кабинета Палестинской национальной администрации, последствия инсульта[51].
- Албриксон, Элвин (81) — американский гребец, бронзовый призёр летних Олимпийских игр в Хельсинки (1952)[52].

## 7 июля
- Диуф, Мусс (47) — сенегальский и французский актёр, последствия инсульта[53].
- Кунья Лима, Роналду (76) — бразильский поэт и политик, губернатор штата Параиба (1991—1994), рак лёгких[54].
- Фрейманис, Улдис — один из лидеров латвийских националистов[55].
- Шлумпф, Леон (87) — президент Швейцарии (1984), член Федерального совета Швейцарии (1979—1987)[56].

## 8 июля
- Абидуев, Аюр (22) — российский спортсмен, чемпион мира по стрельбе из лука среди юниоров, чемпион России[57].
- Батиста, Лионель (80) — американский джаз-музыкант[58].

- Боргнайн, Эрнест (95) — американский киноактёр, лауреат премии «Оскар» (1955)[59].
- Додонов, Евгений (31) — российский программист, активный участник движения Open Source, один из ключевых разработчиков Mandriva Linux, велосипедная авария[60].
- Карцев, Борис Сергеевич (68) — заслуженный работник культуры Российской Федерации, директор Тульского областного театра юного зрителя[61].
- Паклединаз, Мартин (58) — американский художник по костюмам, лауреат премии «Тони» (2002); рак[62]
- Мухаммад ибн Сауд Аль Сауд (78) — член королевской семьи, министр обороны Саудовской Аравии (1960—1964), губернатор провинции Эль-Баха (1984—2010)[63]
- Чумаков, Александр Дмитриевич (64) — советский футболист, полузащитник («Торпедо» (Москва))[64].
- Шрамко, Борис Андреевич (91) — заведующий кафедрой древней истории и археологии Харьковского государственного университета (1965—1977), почетный гражданин Харькова[65].
- Яшвили, Маринэ Луарсабовна (79) — грузинская и российская скрипачка, Народная артистка Грузии, Заслуженная артистка России, профессор Московской консерватории[66].

## 9 июля
- Араужу Салеш, Эужениу де (91) — бразильский кардинал, архиепископ Рио-де-Жанейро (1971—2001), старейший кардинал Римско-католической Церкви по возведению в сан, Кардинал-протопресвитер (2009—2012)[67].
- Губайдуллин, Анвар Габдрахманович (89) — российский актёр, Народный артист Республики Татарстан[68]
- Мазе, Жаклин (91) — французская легкоатлетка, бронзовый призёр летних олимпийских игр в Лондоне (1948) в метании диска[69].
- Маоате, Терепаи (78) — премьер-министр Островов Кука (1999—2002)[70]
- Рене, Денис (99) — французский галерист[71].
- Сюссекинд, Арнальдо (95) — бразильский политик, министр сельского хозяйства (1964), министр труда и социальной безопасности (1964—1965)[72].
- Томас, Бриан (72) — британский игрок в регби[73]..
- Челидзе, Арсен (40) — украинский одесский скульптор и художник-оформитель[74].
- Шефер, Нинель Андреевна (87) — советская и российская актриса, артистка Центрального детского театра с 1947 года (65 лет на сцене) [www.kino-teatr.ru/teatr/acter/ros/236792/bio/]
- Ямада, Исудзу (95) — японская актриса[75].

## 10 июля
- Долфи (83) — филиппинский актёр[76].
- Коксхилл, Билл (79) — английский джазовый саксофонист[77]
- Мейер, Берта (74) — нидерландская мемуаристка, литератор, автор книги «Жизнь после Анны Франк», кулинарных книг[78].
- Росинг, Эва (48) — британская предпринимательница, совладелица компании Tetra Pak[79].
- Суслин, Виктор Евсеевич (70) — русский композитор[80]
- Филар, Мариан (94) — американский классический пианист польско-еврейского происхождения, узник нацистских концлагерей[81]
- Читаев, Роланд — начальник следственного управления Генеральной прокуратуры Южной Осетии; убит[82].

## 11 июля
- Давыдов, Александр Семёнович (80) — депутат Государственной думы первого, третьего и четвёртого созывов[83].
- Козьмин, Владимир Владимирович (71) — российский белгородский художник, Заслуженный художник Российской Федерации[84].
- Копланд, Рутгер (77) — нидерландский поэт[85].
- Макбрайд, Джо (74) — шотландский футболист (Селтик), лучший бомбардир Футбольной лиги Шотландии (1966), обладатель Кубка европейских чемпионов (1967)[86].
- Симон, Андре (92) — французский автогонщик[87].

## 12 июля
- Абдуллаев, Вагиф (61) — азербайджанский политический деятель, заместитель председателя Исламской партии Азербайджана[88].
- Ержемский, Георгий Львович (93) — старейший дирижёр России, педагог, музыкальный теоретик, доктор психологических наук[89].
- Сингх, Дара (83) — индийский актёр[90].
- Тишин, Владислав Семёнович (74) — директор Нижегородского училища олимпийского резерва, заслуженный тренер России по лыжным гонкам[91].

## 13 июля
- Абрамян, Елена (99) — армянская художница[92].
- Бентин, Шломо (65) — израильский нейропсихолог, лауреат премии Израиля (2012), авария[93]
- Бибич, Полде (en:Polde Bibič) (79) — словенский актёр[94].
- Занук, Ричард Дэррил (77) — американский продюсер, лауреат премии «Оскар» за лучший фильм (1989 — «Шофёр мисс Дэйзи») и премии имени Ирвинга Тальберга (награда Американской киноакадемии) (1991)[95][96]
- Кондратьев, Владимир Ильич (66) — режиссёр-постановщик Государственного Бурятского Академического Театра Драмы им. Хоца Намсараева, заслуженный деятель искусств России[97].
- Кулей, Ежи (71) — польский боксёр, двукратный олимпийский чемпион (1964, 1968), двукратный чемпион Европы (1963, 1965)[98]
- Провинцали, Альфредо (78) — итальянский журналист, спортивный радиокомментатор[99].
- Сталлоне, Сэйдж (36) — американский актёр, сын Сильвестра Сталлоне[100] (тело нашли в этот день)
- Тайлер, Джинни (86) — американская актриса[101].
- Туралысов, Клим Георгиевич (71) — российский якутский архитектор, доктор архитектуры, профессор[102]

## 14 июля
- Биггс, Бартон (79) — предсказатель «краха доткомов», директор по глобальной стратегии инвестбанка компании Morgan Stenley[103]
- Йернберг, Сикстен (83) — шведский лыжник, четырёхкратный олимпийский чемпион, обладатель девяти олимпийских наград[104].
- Силва Симма, Энрике (93) — министр иностранных дел Чили (1990—1994)[105].
- Цеплеха, Богуслав (35) — чешский автогонщик, авария[106].

## 15 июля
- Амплеев, Вячеслав Семёнович (71) — советский и российский тренер по самбо, Заслуженный тренер России.
- Мартыненко, Юрий Григорьевич (66) — российский учёный-механик, доктор физико-математических наук, профессор[107].
- Пятигорски, Жаклин (100) — американская шахматистка и меценатка[108].
- Харари, Овадья (69) — заместитель гендиректора концерна Израильская авиационная промышленность, один из руководителей проекта по созданию многоцелевого истребителя «Лави», трижды лауреат премии Израиля в сфере безопасности[109].
- Холм, Селеста (95) — американская актриса, обладательница премий «Оскар» и «Золотой глобус»[110].
- Шелтон, Цилла (93) — французская актриса[111].
- Яковлев, Дмитрий Анатольевич (36) — российский поэт и музыкант[112].

## 16 июля
- Анисимов, Александр Александрович (74) — советский и российский актёр театра и кино, заслуженный артист РСФСР [www.kino-teatr.ru/kino/acter/m/ros/163/bio/].
- Бэббит, Боб (74) — американский музыкант, участник Motown Records' группы The Funk Brothers и других проектов[113].
- Вельяминова, Людмила Алексеевна (87) — российская омская актриса, Заслуженная артистка РСФСР[114].
- Гарштя, Вероника Александровна (85) — художественный руководитель молдавской хоровой капеллы «Дойна», народная артистка СССР[115].
- Голы, Антонин (75) — чешский учёный-химик, разработавший лекарства для лечения СПИДа и других болезней[116]
- Дубченко, Евгений Григорьевич (78) — начальник Московского метрополитена (1986—1995)[117]
- Емельянов, Юрий Михайлович (57) — российский боксер, чемпион европейского первенства социалистических стран, тренер боксерского клуба «Сибирский ринг» (Новокузнецк, Кемеровская область)[118]
- Квасов, Олег Константинович (83) — советский дипломат, посол СССР в Аргентине (1983—1990), профессор Дипломатической академии МИД России[119].
- Китти Уэллс (92) — американский музыкант, лауреат премии Грэмми за жизненные достижения (1991), «королева кантри-музыки»[120].
- Николай Краснов (87) — советский и российский инженер, физик, менеджер.
- Кови, Стивен (79) — американский писатель и экономист, специалист по вопросам руководства[121].
- Линкольн, Эд (80) — бразильский композитор и музыкант[122]

- Лорд, Джон Дуглас (71) — английский композитор и музыкант, один из основателей группы Deep Purple; лёгочный эмболизм[123].
- Мацусита, Масахару (99) — японский бизнесмен, президент компании «Panasonic» (1961—1976)[124]
- Смирнова, Элеонора Николаевна (71) — актриса Киевского театра кукол, заслуженная артистка Украины[125]
- Уильямс, Дэвид (91) — британский адмирал, губернатор Гибралтара (1982—1985)[126].
- Чеботарь, Борис (37) — молдавский футболист[127]..
- Эшер, Уильям (90) — американский продюсер, режиссёр, сценарист, лауреат премии Эмми (1966)[128]

## 17 июля
- Агарков, Сергей Тихонович (61) — советский и российский врач, психиатр, сексолог, доктор медицинских наук, профессор, член-корреспондент Международной академии информатизации[129].
- Грешных, Владимир Иванович (70) — российский учёный-германист, доктор филологических наук, профессор, заведующий кафедрой зарубежной филологии факультета филологии и журналистики БФУ им. И. Канта[130].
- Маккартни, Форест (81) — генерал военно-воздушных сил США, директор Космического центра Кеннеди (1987—1991)[131].
- Мисс Мелоди (43) — американский рэпер[132].
- Полл, Морган (67) — американский актёр («Бегущий по лезвию», «Норма Рэй», «Паттон»)[133]
- Полушкин, Александр Васильевич (71) — советский режиссёр-мультипликатор[134].
- Фёдоров, Юрий Михайлович (75) — ученый, доктор технических наук, один из ведущих специалистов в области аэронавигации, лауреат государственной премии СССР в области науки и техники (1982)., действительный член Международной академии информатизации[135].
- Цику, Казбек Асланбечевич (76) — первый секретарь Адыгейского республиканского отделения КПРФ, член Президиума ЦК КПРФ (1993—1997), депутат Государственной Думы РФ первого и второго созывов[136].

## 18 июля
- Дворко, Генрих Фёдорович (81) — украинский учёный-химик, правозащитник[137].
- Кханна, Раджеш (69) — индийский киноактер, (фильм «Камень на сердце»)[138].
- Мадельян, Леонид Сергеевич (65) — заслуженный тренер России по теннису[139].
- Малойда, Гюнтер (81) — восточногерманский партийный и государственный деятель, председатель Демократической крестьянской партии Германии (1987—1990), Председатель Народной палаты ГДР (1989—1990)[140].
- Махлюф, Хафиз (41) — глава следственного аппарата Службы общей разведки Сирии, двоюродный брат президента Башара Асада. Убит[141].
- Раджиха, Дауд (65) — министр обороны Сирии (2011—2012)[142] Убит.
- Ат-Туркмани, Хасан (77) — сирийский военный и государственный деятель, министр обороны (2004—2009), вице-президент (с 2009) Убит[143].
- Франсуа-Понсе, Жан (83) — французский государственный деятель, министр иностранных дел Франции (1978—1981)[144].
- Шаукат, Асеф (62) — сирийский военный и государственный деятель, глава военной разведки (2005—2010), глава штаба армии Сирии, заместитель министра обороны Сирии (с 2011)[142]
- Эльяшив, Йосеф Шалом (102) — израильский политический и религиозный деятель, ультраортодоксальный раввин, духовный руководитель партии Дегель ха-Тора, сердечная недостаточность[145].

## 19 июля
- Андреева, Элеонора Евгеньевна (81) — солистка Большого театра (1964—1986) (меццо-сопрано), заслуженная артистка РСФСР (1970)[146]
- Амелин, Александр Александрович (49) — актёр Самарского академического театра драмы, заслуженный артист России[147].
- Бабаханов, Мансур Бабаханович (80) — таджикский учёный-историк[148].
- Вудз, Сильвия (86) — основательница знаменитого ресторана Sylvia’s в Гарлеме[149]
- Дэвис, Том (59) — американский актёр и сценарист, четырёхкратный лауреат премии «Эмми» («Субботним вечером в прямом эфире»)[150].
- Новак, Ханс (75) — немецкий футболист, защитник сборной Германии по футболу (1961—1964)[151].
- Соколовский, Степан Николаевич (70) — председатель Харьковского горисполкома (1986—1990)[152]
- Сулейман, Омар (76) — вице-президент Египта (2011), руководитель службы общей разведки (1993—2011)[153].
- Якупов, Валиулла Махмутович (48) — заместитель муфтия Татарстана; погиб в результате покушения[154]

## 20 июля
- Бахтияр, Хишам (71) — глава сирийской Службы национальной безопасности, генерал; скончался от ран, полученных при теракте[155]
- Боначеа, Хуан Родригес (55) — кубинский художник и иллюстратор[156].
- Бурнет, Аластер (84) — британский журналист, редактор журнала «The Economist» (1965—1974) и газеты «Daily Express» (1974—1976), самый уважаемый ведущий новостей в Британии (News at Ten)[157].
- Долгопольский, Арон Борисович (81) — советский и израильский лингвист, компаративист[158].
- Дэвис, Джек (81) — американский легкоатлет, двукратный серебряный призёр летних Олимпийских игр (1952, 1956) в беге на 110 метров с барьерами[159].
- Лисовый, Василий (78) — украинский диссидент, организатор украинского самиздата[160].
- Эрману Сарайва, Жозе (92) — португальский историк[161][162]

## 21 июля
- Кокбёрн, Александр (71) — американский журналист и писатель[163].
- Коровин, Георгий Николаевич (75) — член-корреспондент РАН, заслуженный лесовод Российской Федерации, директор Центра по проблемам экологии и продуктивности лесов РАН[164]
- Лапицкий, Анджей (87) — польский актёр[165].
- Назаров, Абдулло (56) — начальник Управления госкомитета национальной безопасности Таджикистана по Горно-Бадахшанской автономной области, генерал-майор. Убит[166].
- Риз, Ангарад (63) — британская актриса [www.kino-teatr.ru/kino/acter/euro/159667/works/].
- Рыжова, Татьяна Николаевна (70) — советская и российская театральная актриса, выступавшая на сцене Малого театра России. [www.kino-teatr.ru/teatr/acter/ros/235106/bio ]
- Ядров, Михаил Георгиевич (64) — руководитель управления международно-правового сотрудничества Следственного комитета РФ (2007—2012), генерал-лейтенант юстиции[167]

## 22 июля
- Белл, Эрик (82) — английский футболист («Болтон Уондерерс»), обладатель Кубка Англии по футболу (1958), финалист Кубка Англии (1953)[168].
- Дин Гуаньгэнь (83) — китайский партийный и государственный деятель, член Политбюро и Секретариата ЦК КПК[169]
- Новенц, Галина Христофоровна (75) — армянская актриса театра и кино, народная артистка Армянской ССР[170].
- Пайя, Освальдо (60) — кубинский диссидент, лауреат премии имени Сахарова (2002), автомобильная авария[171].
- Персонс, Ферн (101) — американская актриса[172].
- Ступка, Богдан Сильвестрович (70) — советский и украинский актёр театра и кино, народный артист СССР, Герой Украины (2011)[173].

## 23 июля
- Байсултанов, Султан Магомедович (65) — казахский певец, ведущий тенор Казахского государственного академического театра оперы и балета имени Абая, народный артист Казахстана и Чечено-Ингушетии.
- Кауфман, Эдуард Генрихович (71) — советский боксёр, чемпион СССР (1968), мастер спорта СССР международного класса[174].
- Лиитсола, Сеппо (79) — финский хоккеист и тренер, в 1969—1972 и 1974—1976 гг. — тренер сборной Финляндии по хоккею с шайбой[175].
- Мария Эммануэль, маркграф Мейсена (86) — германский аристократ, глава Саксонского дома (с 1968)[176].
- Махи, Маргарет (76) — новозеландская писательница, автор романов для детей и юношества, лауреат Премии имени Х. К. Андерсена[177].
- Нипперт, Луиза (100) — американский филантроп (входила в пятёрку главных филантропов США), совладелица бейсбольного клуба Цинциннати Редс[178].
- Пирсон, Фрэнк (87) — американский режиссёр и сценарист, лауреат Премии «Оскар» за лучший оригинальный сценарий (1975) («Собачий полдень»)[179].
- Райд, Салли (61) — астронавт США, первая женщина Америки, побывавшая в космосе (1983)[180]
- Сахгал, Лакшми (97) — активистка индийского национально-освободительного движения[181].
- Треолар, Джон (84) — австралийский спринтер, трёхкратный чемпион Игр Содружества (1950)[182].
- Тускетс, Эстер (75) — испанская писательница и издательница[183].
- Яцук, Виктор Петрович (58) — советский и российский театральный актёр[184].

## 24 июля
- Ерилин, Михаил Васильевич (66) — российский башкирский поэт[185]
- Ледли, Роберт (86) — американский учёный-физик и радиолог, изобретатель первой полностью компьютеризованной томографической установки для всего тела (Automatic Computerized Transverse Axial)[186][187]
- Миллс, Джон Эванс Атта (68) — ганский политик, президент Ганы (2009—2012)[188].
- Пеcес-Барба, Грегорио (74) — испанский политик, председатель Конгресса депутатов (1982—1986), один из отцов испанской конституции 1978 года, основатель и первый ректор Университета Карлоса III в Мадриде[189].
- Силиванов, Айрат Имамутдинович (65) — глава администрации Стерлитамакского района Республики Башкортостан[190].
- Хемсли, Шерман (74) — американский актёр («Мистер няня», «Обитель ангелов», «Без чувств»)[191].
- Эверетт, Чад (75) — американский актёр кино и сериалов; рак лёгких[192].

## 25 июля
- Гриняк, Владимир (47) — словацкий арбитр ФИФА и эксперт по судейству[193].
- Корбан, Владимир Григорьевич (82) — почётный реставратор Санкт-Петербурга[194].
- Лотар, Сусанна (51) — немецкая актриса («Забавные игры», «Белая лента»)[195].
- Михайлов, Александр Витальевич (57) — советский и российский продюсер и режиссёр[196].

## 26 июля
- Бен-Порат, Мирьям (94) — израильский юрист российского происхождения, судья Верховного суда Израиля (1977—1988) и Государственный контролёр (1988—1998)[197].

- Вест, Франц (65) — австрийский художник[198].
- Жарков, Сергей Николаевич (54) — украинский футболист[199].
- Литвинов, Анатолий Васильевич (73) — юморист, сатирик, Народный артист Украины (1991)[200].
- Онтиверос, Люпе (69) — американская актриса театра, кино и телевидения[201].
- Портер, Пат (53) — американский стайер, мировой рекордсмен в беге на 10 км (шоссе) (1983); авиационная авария[202].
- Тамм, Мэри (62) — британская актриса («Доктор Кто», «Досье ОДЕССА»)[203] Архивная копия от 1 августа 2012 на Wayback Machine
- Уоткинс, Джеймс (85) — министр энергетики США (1989—1993)[204].

## 27 июля
- Армстронг, Р. Дж. (95) — американский актёр («Из породы беглецов», «Майор Данди», «Хищник»)[205].
- Вагнер, Карл-Людвиг (82) — немецкий политик, обер-бургомистр Трира (1976—1979), премьер-министр земли Рейнланд-Пфальц (1988—1991)[206].
- Иглесис, Лазарь (87) — французский режиссёр и сценарист[207].
- Калмурзаев, Сарыбай Султанович (63) — руководитель администрации президента Республики Казахстан (1997, 1999—2002)[208].
- Мартин, Тони (98) — американский актёр, игравший в голливудских мюзиклах[209].
- Тищенко, Пётр Григорьевич (87) — советский футболист.
- Тэйлор, Джек (82) — британский футбольный арбитр; судил финал чемпионата мира 1974 года[210].
- Хьюз, Джефри (68) — британский актёр[211]
- Чикаев, Хаернас Ильясович (87) — токарь Уфимского моторостроительного производственного объединения (1950—1989), Герой Социалистического Труда[212].

## 28 июля
- Голенищев, Юрий Иванович (67) — мэр Петропавловска-Камчатского (2000—2003)[213].
- Дурова, Тереза Васильевна (85) — советская российская артистка цирка, дрессировщица, Народная артистка РСФСР[214].
- Кендалл Кэрол (94) — американская писательница, лауреат Мифопоэтической премии (1983)[215].
- Майерл, Зепп (75) — австрийский альпинист, который совершил первовосхождение на Лхоцзе Шар (1970)[216].

## 29 июля
- Егорова, Татьяна Владимировна (42) — капитан женской сборной России по футболу, тренер футбольного клуба «Россиянка»[217].
- Ковальчик, Август (90) — последний участник побега группы штрафников из концлагеря Освенцим, актёр, общественный деятель[218].
- Крис Маркер (91) — французский кинорежиссёр[219]
- Куц, Дарюш (55) — польский кинооператор [www.kino-teatr.ru/kino/operator/euro/176887/bio/].
- Меллаарт, Джеймс (86) — британский археолог, открывший Чатал-Хююк[220]..
- Финнегэн, Джон (85) — американский актёр [www.kino-teatr.ru/kino/acter/hollywood/93748/works/].

## 30 июля
- Аронин, Владимир Сахнович (71) — заслуженный художник РФ, лауреат Государственной премии РФ.[221]
- Бинчи, Мейв (72) — ирландская романистка[222]
- Колбышев, Александр Иванович (51) — белорусский режиссёр, сценарист, актёр[223].
- Константинов, Борис Алексеевич (77) — кардиохирург, директор Научного центра хирургии имени Б. В. Петровского, Академик РАМН[224]
- Харди, Джонатан (71) — новозеландский актёр и сценарист номинант премии «Оскар» за лучший адаптированный сценарий (1981)[225].

## 31 июля
- Видал, Гор (86) — американский писатель, эссеист, кино- и театральный драматург; пневмония[226]. Архивная копия от 8 августа 2012 на Wayback Machine
- Зверьков, Ефрем Иванович (91) — российский художник, вице-президент Российской академии художеств, народный художник СССР[227].
- Калинец, Ирина Онуфриевна (71) — украинская поэтесса, прозаик[228].
- Клаусс, Улдис Мартиньш (82) — латвийский политик[229].
- Крайтляйн, Рудольф (92) — немецкий футбольный арбитр[230]
- Пастернак, Евгений Борисович (88) — литературовед, сын поэта и писателя Бориса Пастернака и художницы Евгении Лурье[231].
- Рамос Кастильо, Алфредо (87) — бразильский футболист, центральный защитник[232].
- Растов, Ардалион Ардалионович (86) — российский инженер-конструктор, лауреат Ленинской (1972) и Государственной премии СССР (1980), Герой Социалистического Труда (1983), главный конструктор ЗРК «Куб»[233].
- Русаков, Сергей Викторович (58) — командующий Кольской флотилией разнородных сил (2004—2010), вице-адмирал в отставке[234].
- Тисон, Эктор (82) — аргентинский писатель[235]